# Vico da Porta Raudusculana
Vico da Porta Raudusculana (em latim: Vicus Portae Raudusculanae) era uma rua da Roma Antiga que ligava a Porta Raudusculana da Muralha Serviana, da qual emprestou seu nome, até a Porta Ostiense da Muralha Aureliana, no vale entre o pequeno e o grande Aventino. Esta rua foi citada na Base Capitolina e servia de fronteira entre a Regio XII Piscina Publica e a Regio XIII Aventino nas 14 regiões da Roma de Augusto. Seu traçado corresponde à moderna Viale della Piramide Cestia.
Ela começava no Vico da Piscina Pública e terminava na Via Ostiense